# Pholiotina striipes
Pholiotina striipes är en svampart som tillhör divisionen basidiesvampar, och som först beskrevs av Cooke, och fick sitt nu gällande namn av Meinhard (Michael) Moser. Pholiotina striipes ingår i släktet Pholiotina, och familjen Bolbitiaceae. Arten är reproducerande i Sverige.